# Nehren (Bádensko-Württembersko)
Nehren je německá samosprávná obec v zemském okrese Tübingen ve spolkové zemi Bádensko-Württembersko. Nachází se jižně od okresního města Tübingen v údolí řeky Steinlach při hranici okresu.

## Historie
První písemná zmínka o obci pochází z roku 1086. Na počátku 13. století byl na jejím východním okraji vybudován stejnojmenný vodní hrad, který ale po 100 letech své existence zanikl. Do dnešní doby se zachovaly pouze zbytky jeho 11 m širokého příkopu a základových zdí.

## Pamětihodnosti
- Farní kostel svatého Víta postavený roku 1275[1]